# Oederemia confucii
Oederemia confucii är en fjärilsart som beskrevs av Alphéraky 1892. Oederemia confucii ingår i släktet Oederemia och familjen nattflyn. Inga underarter finns listade i Catalogue of Life.